# Hans-Jürgen Hielscher

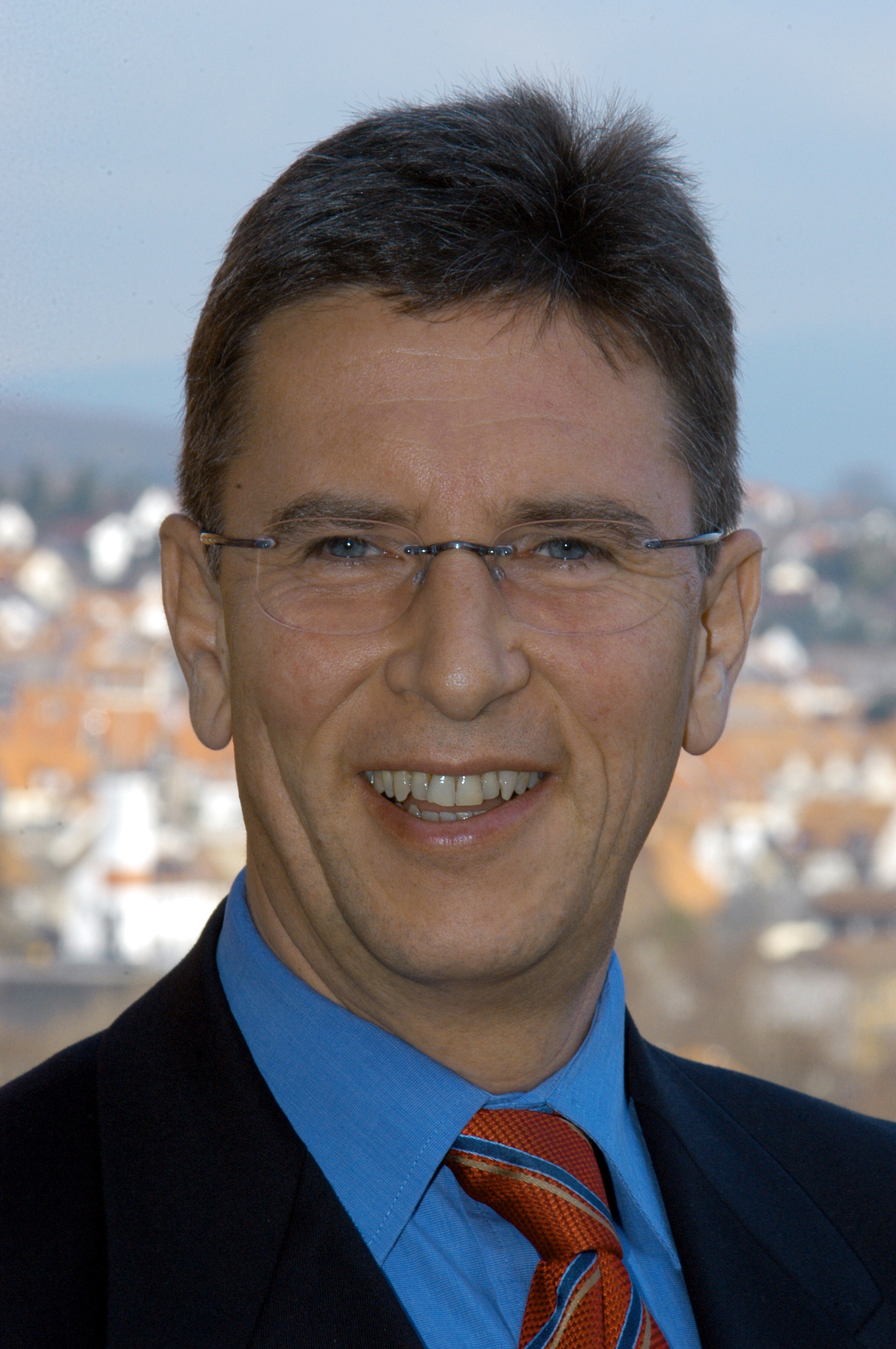
Hans-Jürgen Hielscher (2008)

Hans-Jürgen Hielscher (* 14. Februar 1960 in Frankfurt am Main) ist ein deutscher Politiker (FDP) und war vom 1. April 1996 bis 31. März 2014 Erster Kreisbeigeordneter des Main-Taunus-Kreises. Bis Juni 2016 war er Geschäftsführer der Gesellschaft zur Rekultivierung der Kiesgrubenlandschaft Weilbach mbH (GRKW) und Regionalpark-Pilot-GmbH.

## Leben und Beruf
Hans-Jürgen Hielscher hat nach Abitur und Wehrdienst bei der Frankfurter Allgemeinen Zeitung eine Ausbildung zum Verlagskaufmann absolviert und anschließend an der Universität Frankfurt Jura studiert. Er war von 1982 bis 1986 Geschäftsführer der FDP-Fraktion im Umlandverband Frankfurt und von 1986 bis 1987 deren Pressesprecher, anschließend Landtagsabgeordneter.
1985 bis 1991 war er Landesvorsitzender der Jungen Liberalen Hessen, seit 1985 Mitglied im Landesvorstand der FDP  und seit 1997 Mitglied des Präsidiums. Auf dem Landesparteitag am 14. März 2009 in Hanau wurde er nach einer Kampfkandidatur zum stellvertretenden Landesvorsitzenden der FDP Hessen gewählt.
Hielscher lebt mit seiner Frau Monika Echtermeyer in Ofterschwang im Allgäu.

## Öffentliche Ämter
1987 bis 1996 war Hielscher Mitglied des Hessischen Landtags, unter anderem als umwelt- und energiepolitischer Sprecher und Parlamentarischer Geschäftsführer der FDP-Fraktion. Im April 1996 trat er sein Amt als Erster Kreisbeigeordneter des Main-Taunus-Kreises an. Der Kreistag des Main-Taunus-Kreises hat ihn am 10. Dezember 2007 mit 46 von 78 Stimmen für eine dritte Amtszeit wiedergewählt.
Als stellvertretender Landrat war Hielscher für Veterinärwesen und Verbraucherschutz, Arbeit und Soziales und Umwelt zuständig und gehörte verschiedenen Aufsichtsräten an.
Bei der Taunus Sparkasse war er Mitglied des Verwaltungsrates. Im Fernsehrat des ZDF vertrat er von April 2010 bis Mai 2014 das Land Hessen. Seit Januar 2012 bis Juli 2016 war Hielscher Vorsitzender des "house of clean energy", einem interdisziplinären Netzwerk in Hessen aus Experten der Energiewirtschaft, mittelständischen Firmen, hessischen Hochschulen, berufsständischen Organisationen, Ingenieurkammern und Entscheidern aus Wirtschaft und Verwaltung zur Umsetzung der Energiewende und Förderung der erneuerbaren Energien und Energieeffizienz.
Seit seinem Ausscheiden aus der Kreispolitik am 1. April 2014 war er bis Mitte 2016 sowohl Geschäftsführer der Gesellschaft zur Rekultivierung der Kiesgrubenlandschaft Weilbach mbH (GRKW), die mit Erträgen des Kiesabbaus die Naturschutzbildungsarbeit des Main-Taunus-Kreises im Regionalpark Flörsheim-Weilbach finanziert, sowie der RegionalparkRheinMainPilot GmbH, die  Freizeitaktivitäten im Gebiet zwischen Hattersheim, Flörsheim und Hochheim organisiert und unterhält.
Seit 2018 ist Hielscher Mitglied im Vorarlberger Bergführerverband.